# Josef Lieball
Josef Lieball (* 1905 in Königswalde; † 1993 in Augsburg) war ein deutscher römisch-katholischer Theologe und Priester.

## Leben
Nach der Priesterweihe 1930 in Rom war er kommissarischer Leiter bis 1968 des Institutum Marianum Regensburg. Von 1955 bis 1977 hatte er Lehraufträge für christliche Kunst und Ikonographie an der PTH Königstein im Taunus. Bis 1987 war er im Mutterhaus Augsburg der Kongregation der Barmherzigen Schwestern vom hl. Vinzenz von Paul tätig.

## Schriften (Auswahl)
- mit Karl Reiß: Johannes Nepomuk Neumann. Bischof in Philadelphia. Der Heilige aus dem Böhmerwald (= Schriftenreihe des Sudetendeutschen Priesterwerkes Band 23). Sudetendeutsches Priesterwerk, Königstein im Taunus 1979, OCLC 174451432.
- Martin Luthers Madonnenbild. Eine ikonographische und mariologische Studie mit 53 Abbildungen. Christiana-Verlag, Stein am Rhein 1981, ISBN 3-7171-0800-X.
- Der gerade Weg. Betrachtungen zu Joseph von Führichs Illustrationen zur „Nachfolge Christi“ des Thomas von Kempen von Josef Lieball, und einer Auswahl von Versen aus dem gleichen Buch in „deutschen Reimen“ von Hermann Iseke. Pattloch, Aschaffenburg 1982, ISBN 3-557-91231-0.
- Die romanische Bauplastik in und an der Kirche von Schöngrabern (= Miscellanea. Neue Reihe. Arbeitskreis für Kirchliche Zeit- und Wiener Diözesangeschichte Heft 95). Wiener Katholische Akademie, Wien 1982, OCLC 83719154.
- Ave Maria Benedicta. Worte und Verse zu hochverehrten Madonnen- und Mariengnadenbildern. Pistis-Verlag, Gräfelfing 1986, ISBN 3-88511-006-7.

| Personendaten    | Personendaten                                        |
| ---------------- | ---------------------------------------------------- |
| NAME             | Lieball, Josef                                       |
| KURZBESCHREIBUNG | deutscher römisch-katholischer Theologe und Priester |
| GEBURTSDATUM     | 1905                                                 |
| GEBURTSORT       | Königswalde                                          |
| STERBEDATUM      | 1993                                                 |
| STERBEORT        | Augsburg                                             |